# Vice (émission de télévision)
Pour les articles homonymes, voir Vice.
Vice est une émission de télévision documentaire américaine diffusée depuis le 5 avril 2013 sur la chaîne de télévision à péage HBO. Produite par Bill Maher, elle a été créée et est animée par Shane Smith, du magazine Vice.

## Concept
Vice est un magazine télévisé composé de reportages sur l'actualité du moment, la rédaction privilégiant l'actualité à risque telles que les situations de guerre, ou de violence, à travers le monde. Chaque épisode est composé d'un seul et unique reportage, d'une durée d'une heure, sur un sujet donné. C'est le journaliste et producteur de l'émission Shane Smith qui présente le sujet.

## Épisodes
- Fareed Zakaria